# Сосновка (Сланцевский район)
Сосновка — деревня в Сланцевском городском поселении Сланцевского района Ленинградской области.

## История
Деревня учитывается областными административными данными с 1 января 1954 года в составе Пелешского сельсовета Сланцевского района. В 1954 году население деревни составляло 37 человек.
С 1963 года — в составе Кингисеппского района.
По состоянию на 1 августа 1965 года деревня Сосновка входила в состав Пелешского сельсовета Кингисеппского района. С ноября 1965 года — вновь в составе Пелешского сельсовета Сланцевского района. В 1965 году население деревни составляло 308 человек.
По данным 1973 года деревня Сосновка входила в состав Пелешского сельсовета Сланцевского района.
По данным 1990 года деревня Сосновка входила в состав Гостицкого сельсовета.
В 1997 году в деревне Сосновка Гостицкой волости проживали 106 человек, в 2002 году — 108 человек (русские — 92 %).
В 2007 году в деревне Сосновка Сланцевского ГП проживали 114 человек, в 2010 году — 84.

## География
Деревня расположена в западной части района на автодороге 41К-005 (Сланцы — Краколье).
Расстояние до административного центра поселения — 5 км.
Ближайшая железнодорожная станция — Сланцы-Товарные. Расстояние до железнодорожной платформы Сланцы — 2,5 км.
Деревня находится на левом берегу реки Плюсса.

## Демография
| 2007 | 2010 | 2017 |
| ---- | ---- | ---- |
| 114  | ↘84  | ↘74  |